# 小林まどか
小林 まどか（こばやし まどか、3月14日 - ）は、東京都中野区出身のフリーアナウンサー。

## 来歴・人物
成蹊大学経済学部卒業。オーストラリアクイーンズランド州立グリフィス大学10ヶ月交換留学。FMラジオ局（FM福島）のアナウンサーとして3年間活動したのち、2003年10月からフリーとなり、現在に至る。

## 現在の出演番組
- COUNTDOWN CONNECTIONS （FM富士、毎週土曜日）
- 相澤仁美のHじゃダメ? （GyaO、ナレーション）
- 本田健の人生相談～Dear KEN～ （PODCASTS.jp、ナレーション）

## 過去の出演番組
- Jam the WORLD （J-WAVE、毎週木曜日・金曜日）2004年 - 2012年9月27日
- Deep Love～ホスト～ （テレビ東京、ナレーション）
- アモール・デ・ミロンガ～アルゼンチンタンゴを貴方に～ （FM三重、アシスタント）
- SUPER Countdoun HOT20 （FM福島、パーソナリティ）
- モーニングフリーウエイふくしま （FM福島、パーソナリティ）
- ふくしまEvening Break （FM福島、パーソナリティ）